# へやわけ
へやわけは、与えられた条件に従って黒マスを塗りつぶすペンシルパズルの一つ。白マスが一列に連続して3つのブロックにまたがらないようにしつつ、指定の数ずつ連続しない黒マスを特定のブロックに配置することを目的とする。パズル通信ニコリにおいて広く公開された。

## ルール
以下のルールに従って黒マスを塗る。
1. 太線で区切られた枠（以下、この枠を「部屋」と呼ぶ）内に入っている数字は、その部屋に入る黒マスの数を表す。数字の入っていない部屋には、いくつ黒マスが入るかは分からない。
2. 白マスはまっすぐの列の中で3つの部屋にまたがらない（=太い線を2本以上またがない）。
3. 黒マス同士は辺で接しない。また、黒マスで盤面が分断されてはいけない（黒マスルール）。

## 歴史
へやわけは、パズル通信ニコリ39号で初めて登場した。同誌では38号上で黒マスルールをメインにしたパズルを募集していたため、発表当初はその募集に答えた作品の1つであると考えられていたが、作者は後にそれ以前から考えていたと述べている（ニコリ別冊『へやわけマン』ISBN 4-89072-818-X 内のインタビューより）。
初登場時はすべての部屋に数字が入っており、数字は小さかった（クロスワードの枠に振られる数字と同じくらいの大きさ）。40号で数字のない部屋が登場し、46号で文字が大きくなった。52号で昇格している。

## 解法

### 入口
多くの場合、へやわけを解くときに最初の手がかりになるのは、数字が入っている部屋である。
以下のような部屋は、上記のルール3により黒マスの位置が一意に決定されるため、一般的な入口として認知されている。
- 四隅にある「2」が入った2×2の部屋
- 辺にある「3」が入った3×2の部屋（長さ3の辺が外枠に接している）
- 「5」が入った3×3の部屋

他に、0が入った部屋やnが入った1×(2n-1)の部屋なども黒マスが一意的に決まるが、これらは入口よりも中盤以降の手がかりになることが多い。

### 中盤以降
中盤以降の攻略には、ルール2が重要な役割を果たすことが多い。ルール3で白マスになったマスがルール2を誘発して新たな黒マスを発生させる。
数字が入っている大きい部屋の一部が白マスで埋められて、通常は小さい部屋に適用される黒マスの埋め方を利用して先に進むことも多い。